# Bom Jesus do Monte
Bom Jesus do Monte je římskokatolický svatostánek v Tenões ve východním předměstí města Braga v severním Portugalsku. Stojí na kopci Espinho a je významným poutním místem a turistickým cílem. Dominantní součástí celého areálu je monumentální barokní schodiště překonávající výškový rozdíl 116 metrů. V roce 2015 přidělil papež František chrámu postavení tzv. Basilica minor.
Různé sakrální stavby stály na kopci již od 14. století. Poutní místo zde funguje po dobu více než 600 let a je příkladem evropské tradice vytváření posvátných hor (Sacri Monti) propagovaných katolickou církví po Tridentském koncilu v reakci na protestantskou reformaci. Realizace barokního areálu započala v roce 1722 a to výstavbou spodní části schodů se zastaveními křížové cesty. Stavba samotného chrámu a další části schodů probíhala mezi roky 1784 a 1811. Slavné schodiště zahrnuje vyobrazení pěti smyslů, fontány, sochy a další ozdobné prvky a je nejhodnotnějším dílem v areálu. Bylo napodobováno  nejen v samotném Portugalsku, ale například i v Brazílii u kaple Bom Jesus v Congonhas do Campo nebo u kostela Neposkvrněného početí Panny Marie v Panadží v indické (původně portugalské) Goe či na Azorech u Kaple Panny Marie Královny Míru.
Parelelně se schodištěm byla v roce 1882 postavena lanová dráha. Je unikátní tím, že její pohon obstarává voda. V horní stanici se voda napustí do nádrže v podvozku vagónu a dole se zase vypustí. Od roku 2019 je Bom Jesus do Monte zapsán na seznamu světového kulturního dědictví UNESCO.

## Fotogalerie

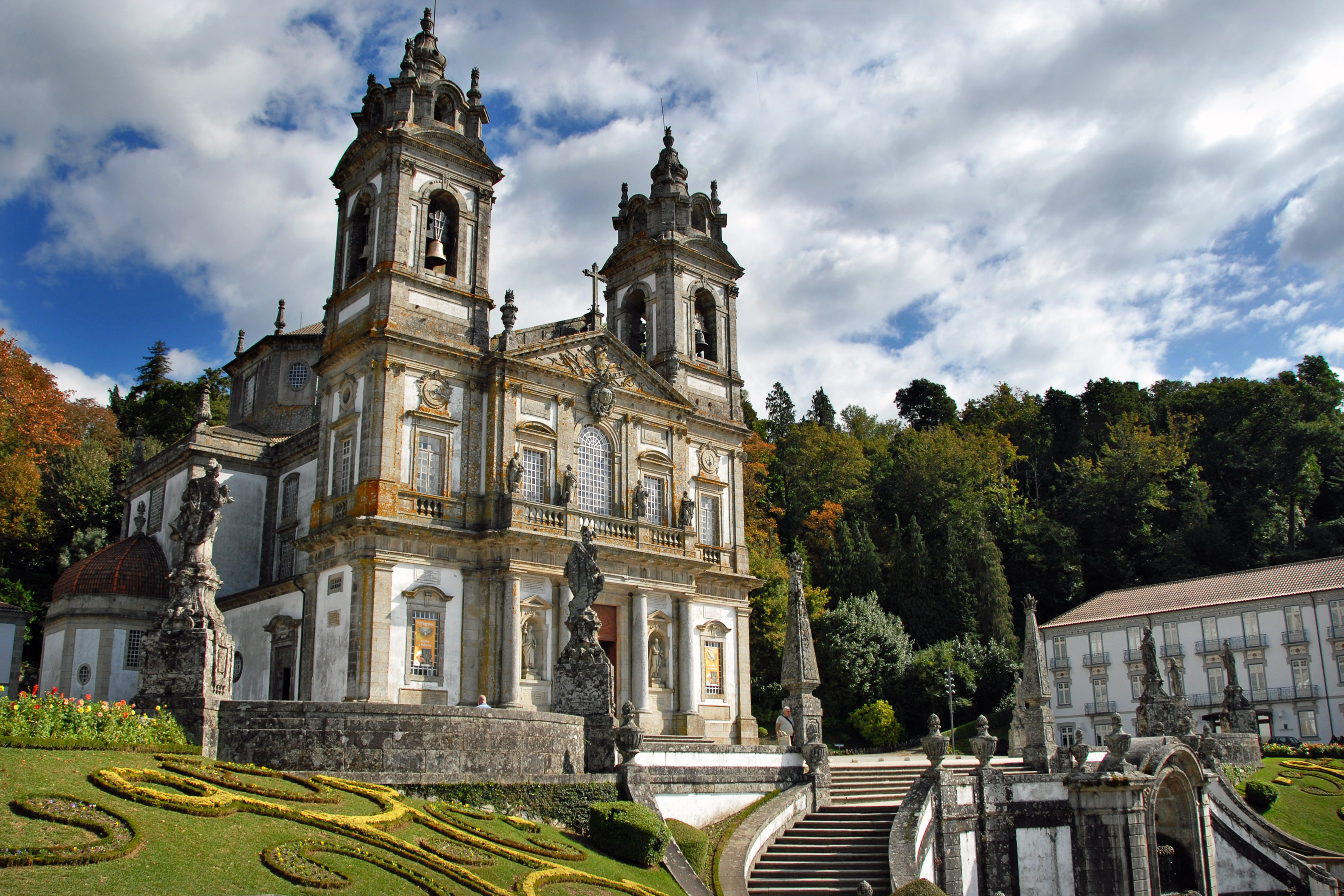
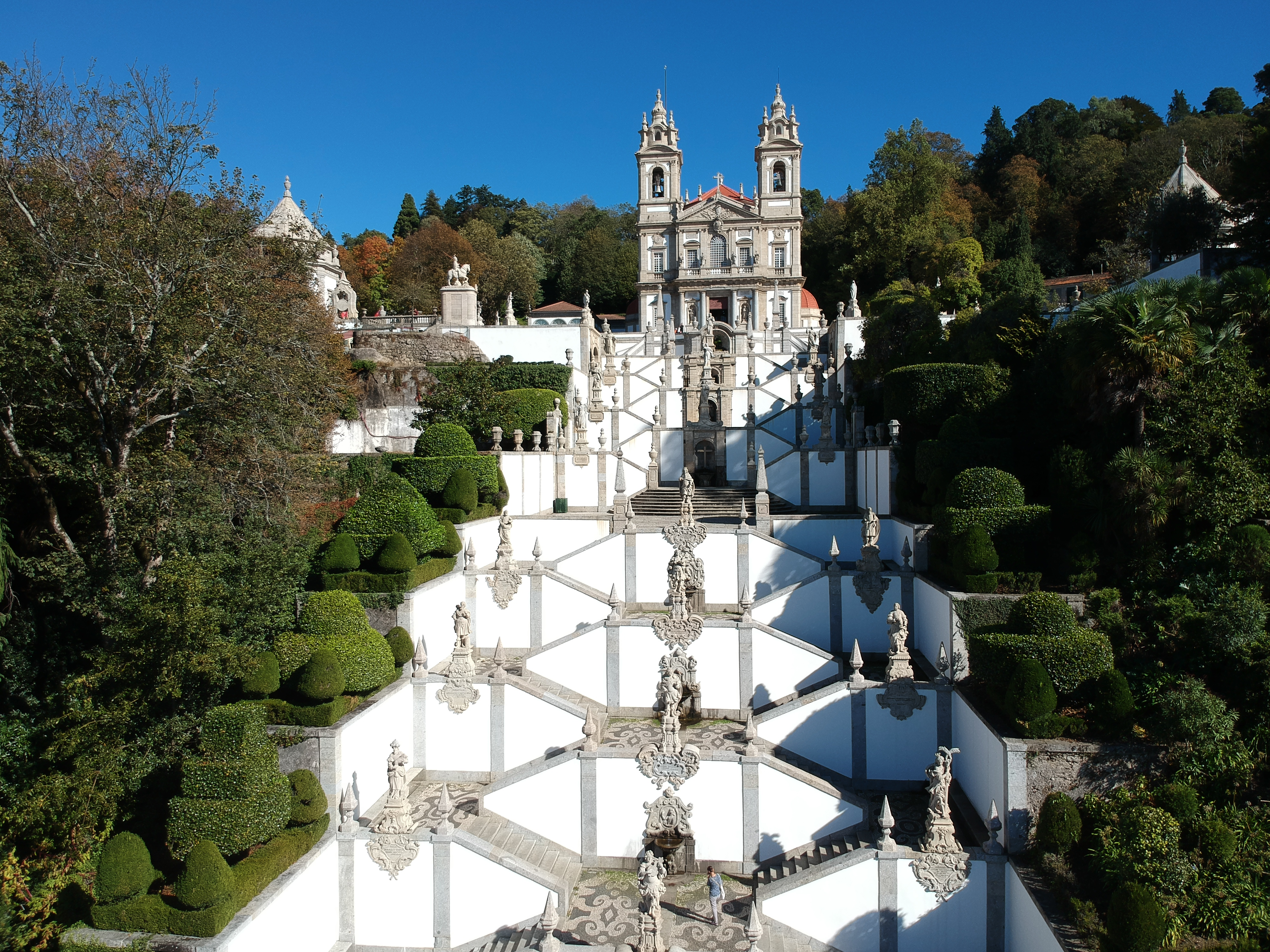
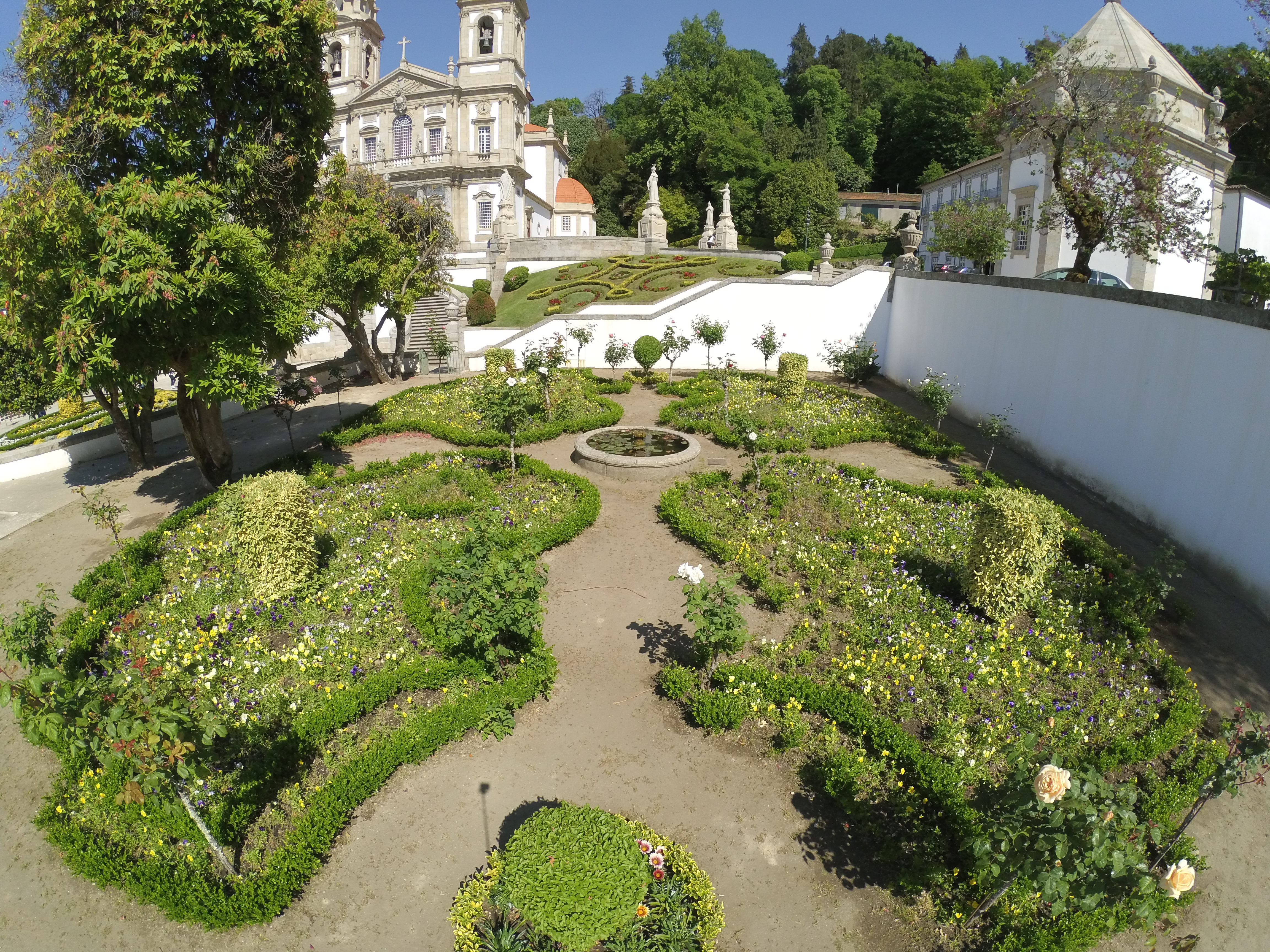
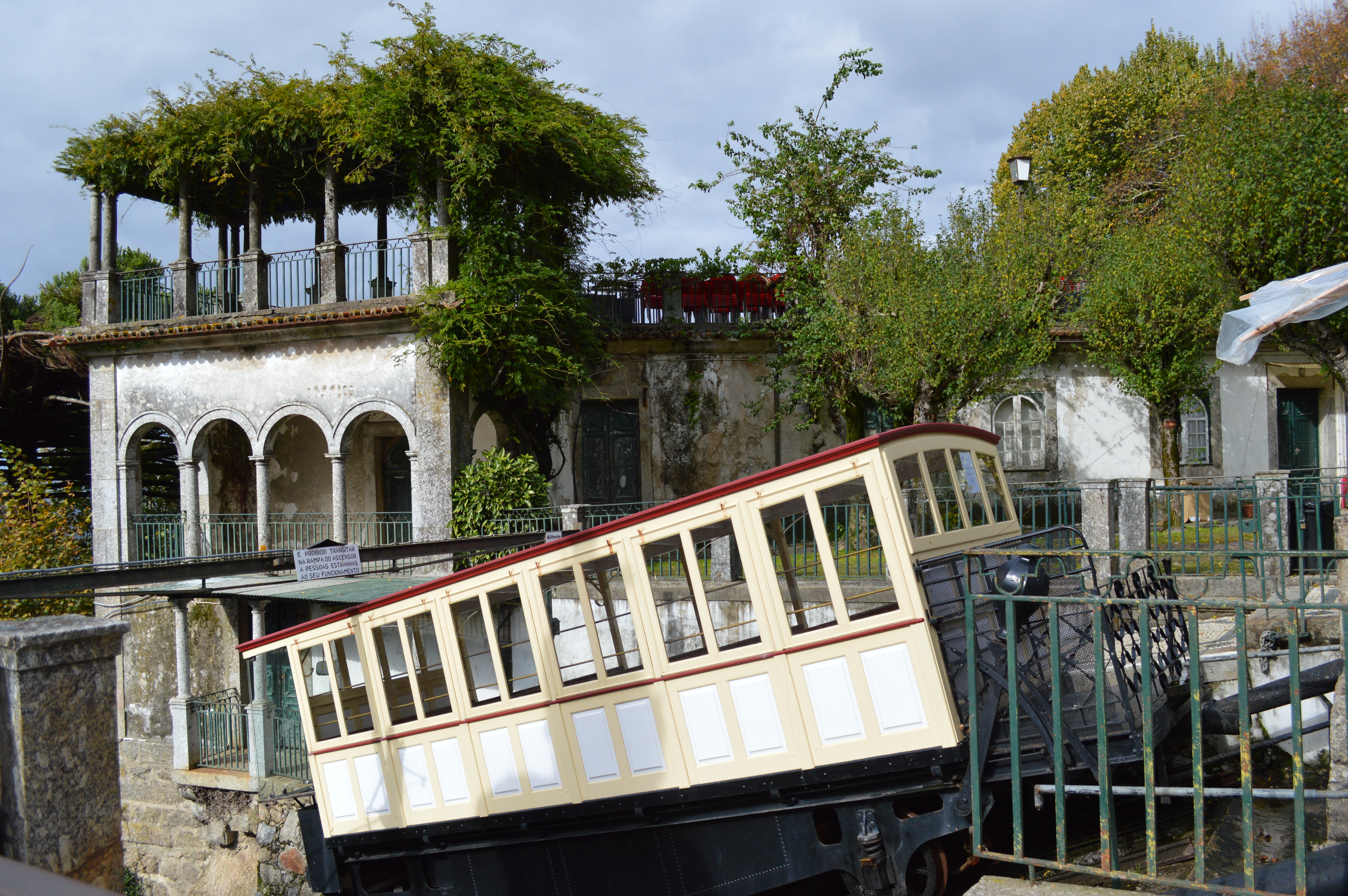